# Impossible Creatures
Impossible Creatures là một trò chơi điện tử thể loại chiến lược thời gian thực khoa học viễn tưởng do hãng Relic Entertainment phát triển và hãng Microsoft Game Studios phát hành vào ngày 29 tháng 12 năm 2002.
Trò chơi đưa người chơi vào vai con trai của nhà khoa học Eric Chanikov người đã thành công trong việc chế tạo Sigma Technology cho phép lai hai sinh vật hoàn toàn khác loài thành một là Rex. Sau khi Lucy cho anh biết biết cha mình đã bị sát hại vì người muốn chiếm hữu công nghệ đó để trở thành bá chủ thế giới anh đã lên kế hoạch trả thù bằng cách sử dụng chính công nghệ của cha mình để tạo ra một đội quân các sinh vật lai chống lại và đánh bại đội quân sinh vật lai của kẻ thù. Trò chơi không giới hạn loại sinh vật mà người chơi có thể lai tạp thành với việc kết hợp các đặc điểm của 2 trong số 76 sinh vật để tạo ra một sinh vật mà mình thích việc này tạo chính chiến lược cao cho trò chơi.
Trò chơi có phần mở rộng có thể tải về miễn phí có tên Insect Invasion bổ sung các sinh vật và màn chơi mới. Trò chơi sử dụng chế độ chơi làm chế độ chính nhưng chế độ chơi nối mạng cũng được thực hiện để người chơi trên thế giới đấu với nhau nhưng hiện tại Microsoft đã ngừng máy chủ thực hiện chức năng nối mạng toàn cầu của trò chơi.

## Phát triển
Trò chơi có tên ban đầu là Sigma sau đó chuyển thành Sigma: The Adventures of Rex Chance và tên sau cùng được dùng để phát hành là Impossible Creatures. Trò chơi ban đầu dự tính người chơi sẽ phải bắt các sinh vật thuần chủng về trạm nghiên cứu để lấy DNA chứ không phải dùng súng để thu DNA.
Đồng thời với sự phát triển của thể loại chiến lược thời gian thực. Trò chơi dự tính sẽ phát hành trên các hệ máy sử dụng tay cầm điều khiển với việc thêm vào góc nhìn người thứ ba cho các nhân vật mà mình điều khiển. Nhưng kế hoạch này không được thực hiện vì doanh số trên hệ máy tính cá nhân không được khả quan lắm.